# Czynnik delimitacyjny
Czynnik delimitacyjny (od delimitacja – wyznaczanie granicy) w poezji – element wiersza, który dzieli go i rozgranicza jego części kompozycyjne, np. wersy. Czynnikiem delimitacyjnym jest klauzula, a przy wersyfikacji dwudzielnej rolę tę pełni średniówka.